# Euptychia dospassosi
Euptychia dospassosi är en fjärilsart som beskrevs av Miller 1968. Euptychia dospassosi ingår i släktet Euptychia och familjen praktfjärilar. Inga underarter finns listade i Catalogue of Life.